# Tomoderus fasciatonitidus
Tomoderus fasciatonitidus es una especie de coleóptero de la familia Anthicidae.

## Distribución geográfica
Habita en Nepal.